# Tanjung Agung (Lengkiti)
Tanjung Agung is een bestuurslaag in het regentschap Ogan Komering Ulu van de provincie Zuid-Sumatra, Indonesië. Tanjung Agung telt 1143 inwoners (volkstelling 2010).